# 휴가

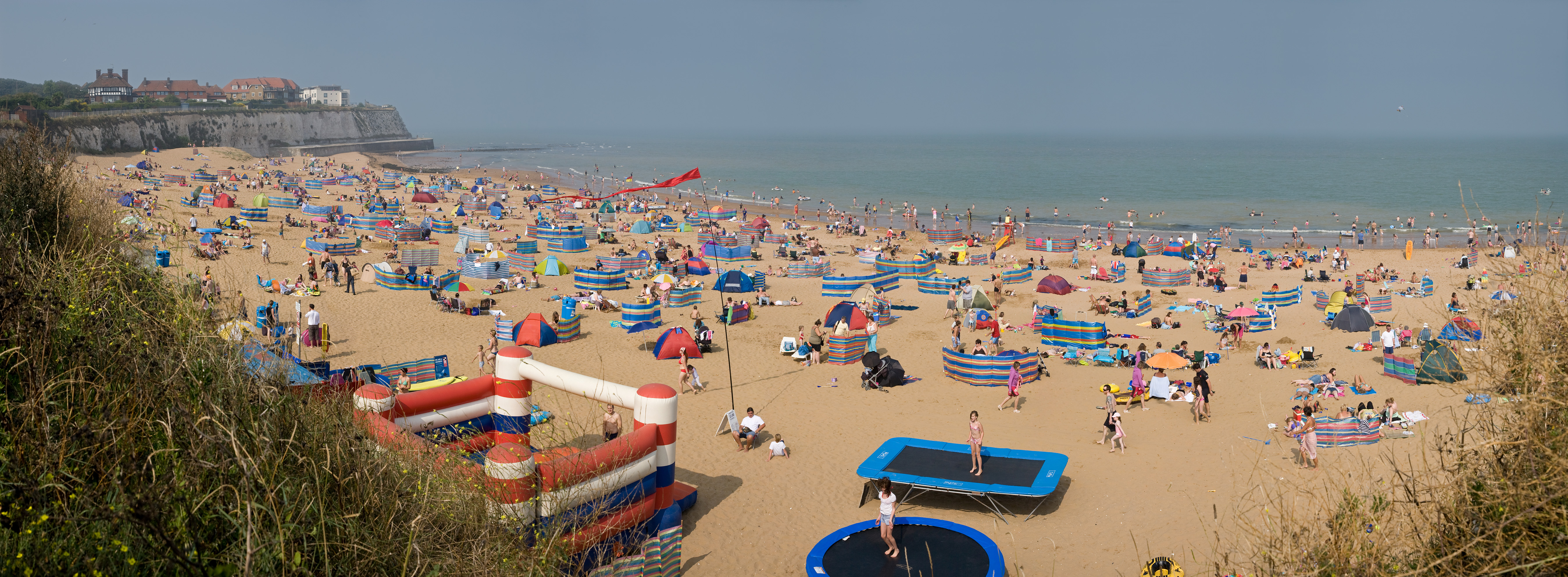
휴가를 즐기고 있는 사람들

휴가(休暇, 영어: vacation, 프랑스어: vacances)는 학교, 회사, 군대 등에서 일정한 기간 동안 쉬는 일을 말한다. 바캉스라는 용어도 사용된다. 휴가는 정규 직장에서 휴가를 떠나거나 집을 떠나 여가 여행을 하는 경우를 의미한다. 사람들은 특정 명절이나 특정 축제나 행사를 위해 휴가를 떠나는 경우가 많다. 휴가는 친구나 가족과 함께 보내는 경우가 많다. 휴가에는 일반적으로 레크리에이션이나 관광을 목적으로 하는 특정 여행이나 여행이 포함될 수 있다.
휴가를 간다는 개념은 최근에 생겨난 것으로 지난 2세기에 걸쳐 발전해 왔다. 역사적으로 휴양을 위한 여행이라는 개념은 부유한 사람들만이 감당할 수 있는 사치였다(그랜드 투어 문서 참고). 초기 미국의 청교도 문화에서는 매주 안식일을 지키는 것 외에 다른 이유로 직장을 쉬는 것은 눈살을 찌푸리는 일이었다. 그러나 현대적인 휴가 개념은 영적 휴양과 휴양을 장려하는 후기 종교 운동에 의해 주도되었다. 직장을 그만둔다는 개념은 중산층과 노동계층 사이에 주기적으로 뿌리를 내렸다.

## 기타
종류에 따라서는 정기적으로 부여되는 휴가이며 사용시 급여에서 공제되는 연가, 일반휴가와 휴가를 내고도 고용이 보장되는 보장성 휴가인 병가, 공상휴가 등이 있으며 대한민국에서는 2000년대 이후 출산휴가도 추가되었다. 한국의 현행법상 공무원과 군인 병사 등은 본인 결혼, 아내의 출산, 부모의 상, 조부모상, 배우자의 부모상 등도 유급휴가가 주어진다.

## 같이 보기
- 스테이케이션